# Associazione Calcio Tuttocuoio 1957 San Miniato
La Associazione Calcio Tuttocuoio 1957 San Miniato es un club de fútbol de Italia, con sede en Ponte a Egola, en la comuna de San Miniato, en la región de Toscana. Fue fundado en 1957, y compite en la Serie D, cuarta categoría del fútbol italiano.

## Historia
Fue fundado en el año 1957 en Ponte a Egola, fracción de San Miniato, con el nombre Unione Sportiva Ponteaegolese. Después de dos años de existencia, lo cambiaron por Associazione Sportiva Dilettantistica Tuttocuoio 1957, con referencia a la principal actividad laboral de Ponte a Egola, el curtido (cuoio en italiano significa "cuero").
Pasaron la gran mayoría de su historia vagando en los niveles amateur de Italia, hasta que en la temporada 2012/13 ascendieron por primera vez a la Lega Pro Seconda Divisione. Al llegar al profesionalismo, el club pasó a adoptar la denominación actual, quitando el adjetivo "Dilettantistica" (o sea, amateur).

## Palmarés

### Torneos nacionales
- Copa Italia de Aficionados (1): 2009-10

### Torneos interregionales
- Serie D (1): 2012-13 (Grupo D)

### Torneos regionales
- Eccellenza Toscana (2): 2009-10 (Grupo A), 2023-24 (Grupo A)
- Promozione Toscana (1): 2008-09 (Grupo C)
- Prima Categoria Toscana (1): 1969-70 (Grupo C)
- Seconda Categoria Toscana (1): 1964-65 (Grupo D)
- Copa Italia de Aficionados Toscana (1): 2009-10